# Typhlocirolana buxtoni
Typhlocirolana buxtoni là một loài chân đều trong họ Cirolanidae. Loài này được Racovitza miêu tả khoa học năm 1912.